# Burigi
Burigi (anglicky Lake Burigi) (původní název Lueor-lo-Urigi, tj. bílé jezero v Urigi) je bezodtoké jezero protáhlého severojižního tvaru v africkém státě Tanzanie. V nejbližším místě je vzdáleno pouze asi 22 km od Viktoriina jezera, se kterým však není propojeno žádným povrchovým ani podzemním tokem.

## Geografie
Jezero má podlouhlý tvar, protáhlý v severojižním směru, největší vzdálenost dvou protilehlých břehů 30 km. Povodí jezera zabírá plochu cca 7000 ha a je odvodňováno několika menšími řekami. Jediným významnějším přítokem je řeka Ruiza o délce 108 km, vtékající do jezera od východu do zátoky charakteristického tvaru protáhlého ve směru západ–východ. Hloubka jezera činí v průměru 4,6 m, maximální naměřená hloubka pak 7,8 m..

## Vlastnosti vody
Voda v jezeře je sladká s intenzivně azurovým zbarvením. Naměřené pH činí 8,38, voda je průhledná do hloubky 0,5 m.

## Fauna
Jezero je hojně osídlené ptáky (zejména jeřábi, volavky, pelikáni, ostnáci afričtí a další brodiví ptáci), kteří podél členitého pobřeží mělkého jezera nacházejí hojnost potravy. V okolí jezera se rovněž vyskytují ve zvýšeném množství různé druhy komárů. V době návštěvy Stanleyho expedice byly ryby v jezeře zamořeny cizopasníkem guinejským červem (racunculiasis).